# Orbix
Orbix — CORBA ORB (Брокер объектных запросов) — коммерческий программный продукт, призванный помогать программистам в разработке распределённых приложений. Orbix — одна из реализаций спецификации CORBA комитета OMG (Object Management Group).
Orbix появился благодаря успешной разработке Группы распредёленных систем Отдела компьютерных наук в Тринити-колледж (Дублин), Ирландия. Несколько преподавателей и студентов-старшекурсников основали IONA Technologies для перевода технологии на коммерческую основу. Технология достигла потрясающих успехов в конце 1990-х, но как и CORBA оказалась в тени после выхода Java 2 Platform Enterprise Edition из-за сложности восприятия технологии. Orbix, тем не менее, всё ещё широко используется в области телекоммуникаций и финансов, и активно поддерживается и развивается компанией IONA Technologies.

## Интересные факты

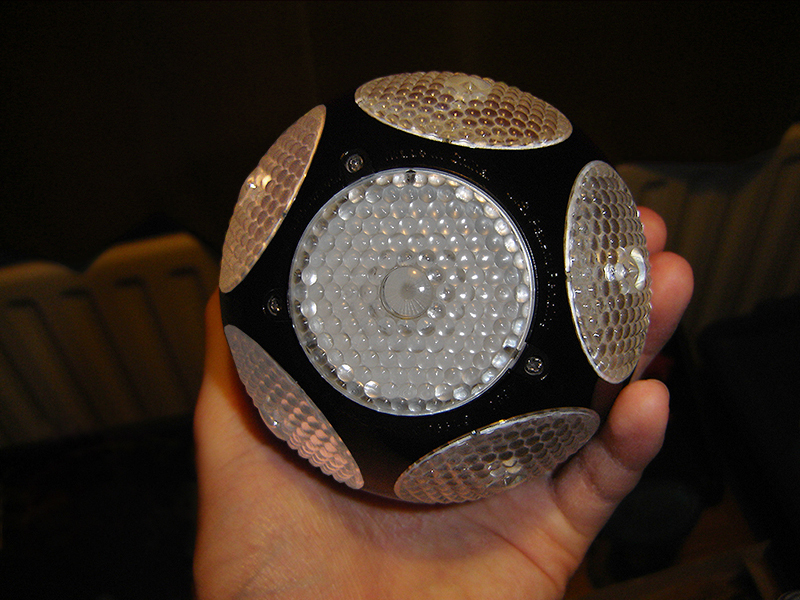
Головоломка Orbix фирмы Milton Bradley

Orbix — игрушка-головоломка, работающая от батареек, выпущенная фирмой Milton Bradley в 1995. Игрушка состоит из шара, покрытого 12 лампочками-кнопками, которые игрок пытается включить. Когда игрок нажимает на какую-либо лампочку, это отражается на соседних лампочках. Головоломка запатентована Уве Меффертом 15 октября 1996 года под номером US 5,564,702.

## Дополнительные источники
- IONA Архивная копия от 23 августа 2010 на Wayback Machine
- Orbix 2000 — еще один объектопровод